# Врба, Павел
Павел Врба (чеш. Pavel Vrba; род. 6 декабря 1963, Пршеров, Североморавский край) — чехословацкий футболист и чешский футбольный тренер.

## Тренерская карьера
Долгое время проработав помощником главного тренера в «Банике» из Остравы, в конце 2003 года возглавил клуб после ухода Эриха Цвиертны. Свой первый матч под управлением Врба «Баник» проиграл пражской «Славии» со счётом 0:7.
В сезоне 2006/07 выиграл со словацкой «Жилиной» чемпионат Словакии, а в следующем сезоне серебряные медали.
В 2008 году возглавил пльзеньскую «Викторию», а уже в 2010 году под его руководством «Виктория» выиграла Кубок Чехии. Также в 2010 году Врба был признан тренером года в Чехии. В сезоне 2011/12 «Виктория» впервые в истории стала чемпионом Чехии и выиграла Суперкубок. В следующем сезоне «Виктория» стала призёром Гамбринус-лиги, завоевав бронзовые медали. И в сезоне 2012/13 «Виктория» снова стала чемпионом, Врба также был признан тренером года в Чехии.
В январе 2014 года Павел Врба возглавил сборную Чехии.
После неудачного выступления сборной Чехии на чемпионате Европы во Франции Врба оставил пост главного тренера сборной и подписал контракт с российским клубом «Анжи», однако покинул махачкалинцев уже через полгода, после того как сменился владелец клуба.
В мае 2017 года Врба вернулся в Пльзень и подписал с «Викторией» новый трёхлетний контракт с начала сезона 2017/18.

### Статистика
| Команда            | Страна        | Начало работы  | Окончание работы | Результаты | Результаты | Результаты | Результаты | Результаты |
| Команда            | Страна        | Начало работы  | Окончание работы | И          | В          | Н          | П          | В %        |
| ------------------ | ------------- | -------------- | ---------------- | ---------- | ---------- | ---------- | ---------- | ---------- |
| Жилина             | Флаг Словакии | 10 мая 2006    | 1 июля 2008      | 83         | 60         | 14         | 9          | 072,29     |
| Виктория (Пльзень) | Флаг Чехии    | 1 июля 2008    | 1 июля 2013      | 192        | 108        | 44         | 40         | 056,25     |
| Сборная Чехии      | Флаг Чехии    | 17 января 2014 | 24 июня 2016     | 29         | 13         | 7          | 9          | 044,83     |
| Анжи               | Флаг России   | 30 июня 2016   | 30 декабря 2016  | 19         | 7          | 5          | 7          | 036,84     |
| Виктория (Пльзень) | Флаг Чехии    | 1 июля 2017    |                  | 0          | 0          | 0          | 0          | —          |
| Всего              | Всего         | Всего          | Всего            | 323        | 188        | 70         | 65         | 058,20     |

## Достижения
Командные
- Чемпион Словакии: 2006/07
- Серебряный призёр чемпионата Словакии: 2007/08
- Чемпион Чехии (2): 2010/11, 2012/13
- Бронзовый призёр чемпионата Чехии: 2011/12
- Обладатель Кубка Чехии: 2009/10
- Обладатель Суперкубка Чехии: 2011

Личные
- Лучший тренер года в Чехии (6): 2010, 2011, 2012, 2013, 2014, 2015